# Formule 1 v roce 1962
XIII. Mistrovství Světa Formule 1 a 5. ročník poháru konstruktérů, byl zahájen 20. května Velkou cenou Nizozemska na okruhu Zandvoort. Posledním závodem ve kterém se bojovalo o mistrovské body byla jihoafrická Grand Prix pořádaná v East Londonu 29. prosince. Třináctého ročníku mistrovství světa se zúčastnilo celkem 61 pilotů, z tohoto počtu bylo 22 nováčků. Dvanáct konstruktérů představilo celkem 24 modelů či různých specifikací svých vozů. Oficiální kalendář mistrovství světa obsahoval 9 závodů, z toho se jich 7 pořádalo v Evropě a po jednom na americkém a africkém kontinentě. Sezóna 1962 zahrnovala krom, závodu započítávaných do mistrovství světa i dalších 22 nemistrovských Grand Prix, dále pak mezinárodní mistrovství Jihoafrické republiky, které sestávalo z dalších 12 Grand Prix.

## Pohled na sezónu
Formule 1 zahájila sezónu již 2. ledna v Jihoafrické republice, závod zde vyhrál Trevor Taylor. Největší událostí však byl závod v Goodwoodu, kde se jely hned dva podniky, Lavant Cup a Glover Trophy. Při závodě těžce havaroval Stirling Moss, který utrpěl mnohačetné zlomeniny a to byl konec jeho kariéry pilota formule 1. Dále byla sezóna poznamenána krizí uvnitř stáje Ferrari, kterou opustilo celé vedení a tým musel zahájit sezónu se starým modelem. První závody sezony ukázaly, že loňský vítězný tým Ferrari na konkurenci z britských ostrovů nestačí.
Stáj BRM přišla s novým motorem V8 a jezdeckou dvojicí Graham Hill a Richie Ginther, který přišel od Ferrari. Také Lotus renovoval celou koncepci vozu a přišel s revolučním řešením šasi u vozu Lotus 25, jako motor používal Climax V8, který používalo i několik dalších týmů. Lotus také experimentoval s motorem od BRM, což se posléze ukázalo jako ne příliš vhodné spojení. Ferrari se snažilo navázat na předešlé úspěchy a místo dosud úspěšného šestiválce zkoušelo i osmiválec a dvanáctiválec. Nic však nevedlo k výsledkům a tak se Ferrari posledních dvou závodů v USA a Jihoafrické republice nezúčastnil. Nováčkem byla stáj Lola, která najala Johna Surteese a Roye Salvadoriho.
Sezóna začala v květnu v nizozemském Zandvoortu, který byl vypsán zároveň jako Grand Prix Evropy. V závodě zvítězil Graham Hill s vozem BRM a protože tento úspěch v sezóně zopakoval ještě třikrát, získal titul. V Monaku zvítězil Bruce McLaren s vozem Cooper před úřadujícím mistrem světa Philem Hillem na Ferrari, který tak zaznamenal nejlepší výsledek pro Ferrari toho roku. V Belgii se poprvé prosadil Jim Clark na voze Lotus, v prvních třech závodech zvítězili tři různí piloti a tři různé značky. Ve stejném duchu se pokračovalo i ve Francii, kde zvítězil Dan Gurney na Porsche, v podstatě jen díky odstoupení svých soupeřů.
Prvním kdo dokázal zvítězit podruhé byl Jim Clark, který získal prvenství v Aintree před Surteesem a Mclarenem. Graham Hill to vyrovnal hned v dalším závodě v Německu. Rozhodující krok k titulu učinil Hill v italské Monze, kterou vyhrál a Clark odstoupil. Jim Clark vykřesal teoretickou šanci na titul v USA, kde zvítězil před Hillem a snížil náskok konkurenta z BRM na 9 bodů, což znamenalo, že k titulu by ho dovedlo jedině vítězství a odstoupení Hilla. Vše, ale dopadlo přesně naopak, z vítězství a prvního titulu se tak radoval Graham Hill.
Závody formule 1 si vyžádaly další život. Při tréninku na Grand Prix Mexika, který se jel mimo šampionát, zahynul nadějný Ricardo Rodríguez, který dojel čtvrtý v Belgii a ve věku 20 let byl novou vycházející hvězdou.

## Pravidla
Boduje prvních 6 jezdců podle klíče:
1. místo – 9 bodů
2. místo – 6 bodů
3. místo – 4 bodů
4. místo – 3 bodů
5. místo – 2 body
6. místo – 1 bod

- Do šampionátu se započítává pouze 5 nejlepších výsledků.
- Motory se mohou používat atmosférické o objemu v rozmezí 1300 cm³ – 1500 cm³.
- Minimální hmotnost vozu byla stanovena na 450 kg
- V poháru konstruktérů může bodovat pouze jeden vůz z týmu a to ten, který v dané Grand Prix dojede na lépe bodované pozici. Lotus se do poháru zapsal na dvou pozicích, dle komisařů byl rozdělen na Lotus se specifikací motoru od Climax a se specifikací motoru od BRM. Zákaznické vozy jsou z poháru konstruktérů vyloučeny. Bodový systém je stejný jako u jezdců.

## Závody započítávané do MS
| Datum              | Grand Prix                                   | Náhled | Akce          | Jezdec            | Vůz               | Stav MS     |
| ------------------ | -------------------------------------------- | ------ | ------------- | ----------------- | ----------------- | ----------- |
| 1. GP 20. květen   | Nizozemsko Zandvoort (Výsledky)              |        | Závod         | Graham Hill       | BRM P57           | Graham Hill |
| 1. GP 20. květen   | Nizozemsko Zandvoort (Výsledky)              | Kolo   | Bruce McLaren | Cooper-Climax T55 |                   | Graham Hill |
| 1. GP 20. květen   | Nizozemsko Zandvoort (Výsledky)              | Pole   | John Surtees  | Lola-Climax Mk4   |                   | Graham Hill |
| 2. GP 3. červen    | Monako Circuit de Monaco (Výsledky)          |        | Závod         | Bruce McLaren     | Cooper-Climax T60 | Graham Hill |
| 2. GP 3. červen    | Monako Circuit de Monaco (Výsledky)          | Kolo   | Jim Clark     | Lotus-Climax 25   |                   | Graham Hill |
| 2. GP 3. červen    | Monako Circuit de Monaco (Výsledky)          | Pole   | Jim Clark     | Lotus-Climax 25   |                   | Graham Hill |
| 3. GP 17. červen   | Belgie Spa-Francorchamps (Výsledky)          |        | Závod         | Jim Clark         | Lotus-Climax 25   | Graham Hill |
| 3. GP 17. červen   | Belgie Spa-Francorchamps (Výsledky)          | Kolo   | Jim Clark     | Lotus-Climax 25   |                   | Graham Hill |
| 3. GP 17. červen   | Belgie Spa-Francorchamps (Výsledky)          | Pole   | Graham Hill   | BRM P57           |                   | Graham Hill |
| 4. GP 8. červenec  | Francie Rouen-les-Essarts (Výsledky)         |        | Závod         | Dan Gurney        | Porsche 804       | Graham Hill |
| 4. GP 8. červenec  | Francie Rouen-les-Essarts (Výsledky)         | Kolo   | Jim Clark     | Lotus-Climax 25   |                   | Graham Hill |
| 4. GP 8. červenec  | Francie Rouen-les-Essarts (Výsledky)         | Pole   | Jim Clark     | Lotus-Climax 25   |                   | Graham Hill |
| 5. GP 21. červenec | Velká Británie Aintree (Výsledky)            |        | Závod         | Jim Clark         | Lotus-Climax 25   | Jim Clark   |
| 5. GP 21. červenec | Velká Británie Aintree (Výsledky)            | Kolo   | Jim Clark     | Lotus-Climax 25   |                   | Jim Clark   |
| 5. GP 21. červenec | Velká Británie Aintree (Výsledky)            | Pole   | Jim Clark     | Lotus-Climax 25   |                   | Jim Clark   |
| 6. GP 5. srpen     | Německo Nürburgring (Výsledky)               |        | Závod         | Graham Hill       | BRM P57           | Graham Hill |
| 6. GP 5. srpen     | Německo Nürburgring (Výsledky)               | Kolo   | Graham Hill   | Cooper-Climax T51 |                   | Graham Hill |
| 6. GP 5. srpen     | Německo Nürburgring (Výsledky)               | Pole   | Dan Gurney    | Lotus-BRM 24      |                   | Graham Hill |
| 7. GP 16. září     | Itálie Monza (Výsledky)                      |        | Závod         | Graham Hill       | BRM P57           | Graham Hill |
| 7. GP 16. září     | Itálie Monza (Výsledky)                      | Kolo   | Graham Hill   | BRM P57           |                   | Graham Hill |
| 7. GP 16. září     | Itálie Monza (Výsledky)                      | Pole   | Jim Clark     | Lotus-Climax 25   |                   | Graham Hill |
| 8. GP 7. srpen     | USA Watkins Glen (Výsledky)                  |        | Závod         | Jim Clark         | Lotus-Climax 25   | Graham Hill |
| 8. GP 7. srpen     | USA Watkins Glen (Výsledky)                  | Kolo   | Jim Clark     | Lotus-Climax 25   |                   | Graham Hill |
| 8. GP 7. srpen     | USA Watkins Glen (Výsledky)                  | Pole   | Jim Clark     | Lotus-Climax 25   |                   | Graham Hill |
| 9. GP 29. prosinec | Jihoafrická republika East London (Výsledky) |        | Závod         | Graham Hill       | BRM P57           | Graham Hill |
| 9. GP 29. prosinec | Jihoafrická republika East London (Výsledky) | Kolo   | Jim Clark     | Lotus-Climax 25   |                   | Graham Hill |
| 9. GP 29. prosinec | Jihoafrická republika East London (Výsledky) | Pole   | Jim Clark     | Lotus-Climax 25   |                   | Graham Hill |

### Nizozemsko
Tým BRM vstoupil do sezóny s nadějným vozem a slibným jezdcem Grahamem Hillem. Jmenovec mistra z minulé sezóny Phila Hilla. se kterým však nemá mimo příjmení nic společného, odstartoval novou sezónu jak nejlépe jen mohl. V kvalifikaci sice nestačil na Johna Surteese (Lola), kde je dělila pouze desetina sekundy, v závodě však vedl 66 kol z 80 a v cíli měl náskok na druhého Trevora Taylora 27 sekund. Třetí Phil Hill dojel do cíle se ztrátou 81 sekund. Zbytek pole předjel Graham Hill minimálně o kolo.

### Monako
V ulicích středomořského knížectví se na jedno kolo nejlépe dařilo jezdci Lotusu Jimu Clarkovi. Start mu však nevyšel a do první zatáčky vedl nový jezdec Ferrari, Belgičan Willy Mairesse. Ten ale zabrzdil příliš pozdě a zatáčku projel rovně. Zbytek závodníku se mu snažil vyhnout, což vedlo k hromadné kolizi kvůli které musel ze závodu odstoupit Dan Gurney (Porsche), Maurice Trintignant (Lotus), Richie Ginther (BRM), Innes Ireland (Lotus) a Trevor Taylor (Lotus). Utrhnuté kolo z vozu Richieho Ginthera po srážce s Trintignantem vyletělo mimo trať a zasáhlo maršála Ange Baldoniho, na místě zemřel. Prvních 6 kol závodu vedl mladý Novozélanďan Bruce McLaren (Cooper), kterého však vzápětí předjel Graham Hill. Brit si jel pro vítězství, jenže 8 kol před cílem mu selhal motor a byl nucen ze závodu odstoupit. Protože však v závodě dojelo jen 5 jezdců do cíle a body se udělovaly prvním 6, Graham Hill i přesto, že závod nedokončil, získal 1 bod za 6. místo. Mladý Bruce McLaren převzal vedení závodu zpět a do cíle ho nepustil. Za ním dojel Phil Hill (Ferrari) se ztrátou 1 sekundy a třetí příčku získalo další Ferrari Lorenza Bandiniho.

### Belgie
Na 14 kilometrů dlouhém okruhu ve Spa startoval z pole position Graham Hill. Ten však z celého závodu vedl pouze první kolo. Od druhého kola až do osmého se o vedení závodu přetahovali Trevor Taylor a Willy Mairesse. V 9. kole je oba předjel Jim Clark, což jejich bitvu neukončilo a vyeskalovala až do situace kdy se oba jezdci srazili. Jejich vozy vyletěly z tratě a Ferrari vzplálo. Oba jezdci byli vymrštěni ze svých vozů, ale vyvázli bez zranění. Jim Clark si dojel pro pohodlné vítězství s náskokem na druhého Grahama Hilla 44 sekund a třetího Phila Hilla. Ricardo Rodríguez (Ferrari) na 4. místě se stal rekordmanem, když jako doposud nejmladší jezdec získal body v šampionátu (20 let a 123 dní), tento rekord pokořil až v roce 2000 Jenson Button při Velké ceně Brazílie.

### Francie
Kvůli stávce železáren v Itálii se Ferrari nemohlo účastnit Velké ceny Francie a jejich vedoucí jezdec Phil Hill, který byl doposud v šampionátu druhý, pouze sledoval závod z tribuny. Jim Clark sice v kvalifikaci zvítězil, ale v závodě byl jednoznačně nejrychlejší Graham Hill, který měl nakročeno k dalšímu vítězství, ale 10 kol před cílem odstoupil kvůli problémům se vstřikováním. Jack Brabham (Lotus) odstoupil již v 9. kole, když se na jeho voze zlomilo zadní zavěšení. Bruce McLaren zase přišel o 4 převodový stupeň, což mělo za následek roztočení a když se vrátil zpět do závodu, byl již velmi daleko od vedoucích jezdců. Jim Clark musel také odstoupit, když si podobně jako Brabham zlomil přední zavěšení. Poté co ostatní kandidáti na vítězství odstoupili, Dan Gurney se ocitl ve vedení závodu a bezchybnou jízdou zajistil jedinou výhru Porsche v šampionátu Formule 1. Druhý dokončil Jihoafričan Tony Maggs (Cooper) se ztrátou jednoho kola a třetí Richie Ginther se ztrátou dvou kol.

### Velká Británie
Velká cena Británie nebyla pro diváka nijak zvláště zajímavá, ale znamenala jedno nejdominantnějších vítězství Jima Clarka vůbec. Pole position získal o 0,6 sekundy před Johnem Surteesem, vedl od prvního a až do posledního kola a k tomu navíc získal nejrychlejší kolo závodu. To znamenalo jeho první Grand Slam. Druhá příčka pódia nakonec připadla Johnu Surteesovy, který dojel o 49 sekund pozadu a třetí byl Bruce McLaren o 104 sekund za Clarkem. Tímto výkonem se Jim Clark dotáhnul za vedoucího Grahama Hilla pouze na rozdíl jediného bodu.

### Německo
Závod byl kvůli silnému dešti a bahnu na trati zpožděn o hodinu, ale ani tak trať neuschla a závod se tak jel za mokrých podmínek. Den předtím si start z pole position zajistil Dan Gurney, 3 sekundy před Grahamem Hillem. Brit však Američana ve 3. kole předjel a skvělou jízdou na mokru si dojel pro vítězství, druhý skončil John Surtees a Dan Gurney se musel spokojit s bronzovou medailí. Jim Clark dokončil až čtvrtý, poté co na startu zapomněl zapnout čerpadlo, kvůli čemuž se propadl na 26. místo. Hned v prvním kole sice předjel 17 jezdců, ale v průběhu závodu měl několik nebezpečných okamžiků, které ho donutili zpomalit a jet bezpečněji.

### Itálie
Závodní víkend začal děsivě pro Lotus, když museli na vozech Jima Clarka a Trevora Taylora projít všechny své dostupné převodovky a dokonce na rychlo dovézt z Británie dvě bedny náhradních součástek. Oba jezdci závod nedokončili. Jim Clark si alespoň do statistik připsal pole position, které získal před Grahamem Hillem o 0,03 sekundy. V závodě neměl Graham Hill nejmenší problém, když jeho hlavní rival Jim Clark odjel jen 2 kola. Tým BRM si v cíli dojel pro umístění 1–2 s Richiem Gintherem na druhém místě a třetí místo okázal uzmout Bruce McLaren po tuhé bitvě s Ferrari Willyho Mairese.

### USA
Po třetí sezónu v řadě se Ferrari rozhodlo neodcestovat do USA. Pro tým to byl mizerný ročník, když v poháru konstruktérů skončili 6. z 8. Jim Clark si z pole position dojel pro vítězství a udržel si teoretické šance v boji o titul i přesto, že Hill dojel druhý. Se ztrátou jednoho kola protnul cílovou čáru Bruce McLaren.

### Jihoafrická republika
Aby Jim Clark zvítězil v poháru jezdců, musel zvítězit, nezávisle na výsledku Grahama Hilla. Jim Clark sice byl nejrychlejší v kvalifikaci, ale nebylo mu to nic platné, když v 62. kole z 82 odstoupil z vedení z důvodu unikajícího oleje. Graham Hill přebral vedení a s náskokem 49 sekund na druhého McLarena si dojel pro vítězství v poháru jezdců. Třetí dojel domácí závodník Tony Maggs.

## Konečné hodnocení Mistrovství Světa

### Pohár jezdců
| *  | Jezdec                  | NED | MON | BEL | FRA | GBR | GER | ITA | USA | RSA | b.      |
| -- | ----------------------- | --- | --- | --- | --- | --- | --- | --- | --- | --- | ------- |
| 1  | Graham Hill             | 1   | (6) | 2   | 9   | (4) | 1   | 1   | (2) | 1   | 42 (52) |
| 2  | Jim Clark               | 9   | Ret | 1   | Ret | 1   | 4   | Ret | 1   | Ret | 30      |
| 3  | Bruce McLaren           | Ret | 1   | Ret | (4) | 3   | (5) | 3   | 3   | 2   | 27 (32) |
| 4  | John Surtees            | Ret | 4   | 5   | 5   | 2   | 2   | Ret | Ret | Ret | 19      |
| 5  | Dan Gurney              | Ret | Ret |     | 1   | 9   | 3   | 13  | 5   |     | 15      |
| 6  | Phil Hill               | 3   | 2   | 3   |     | Ret | Ret | 11  |     |     | 14      |
| 7  | Tony Maggs              | 5   | Ret | Ret | 2   | 6   | 9   | 7   | 7   | 3   | 13      |
| 8  | Richie Ginther          | Ret | Ret | Ret | 3   | 13  | 8   | 2   | Ret | 7   | 10      |
| 9  | Jack Brabham            | Ret | 8   | 6   | Ret | 5   | Ret |     | 4   | 4   | 9       |
| 10 | Trevor Taylor           | 2   | Ret | Ret | 8   | 8   | Ret | Ret | 12  | Ret | 6       |
| 11 | Giancarlo Baghetti      | 4   |     | Ret |     |     | 10  | 5   |     |     | 5       |
| 12 | Lorenzo Bandini         |     | 3   |     |     |     | Ret | 8   |     |     | 4       |
| 13 | Ricardo Rodríguez       | Ret |     | 4   |     |     | 6   | 14  |     |     | 4       |
| 14 | Willy Mairesse          |     | 7   | Ret |     |     |     | 4   |     |     | 3       |
| 15 | Joakim Bonnier          | 7   | 5   |     | Ret | Ret | 7   | 6   | 13  |     | 3       |
| 16 | Innes Ireland           | Ret | Ret | Ret | Ret | 16  |     | Ret | 8   | 5   | 2       |
| 17 | Carel Godin de Beaufort | 6   | DNQ | 7   | 6   | 14  | 13  | 10  | Ret | 11  | 2       |
| 18 | Masten Gregory          | Ret | DNQ | WD  | Ret | 7   |     | 12  | 6   |     | 1       |
| 19 | Neville Lederle         |     |     |     |     |     |     |     |     | 6   | 1       |
| 20 | Maurice Trintignant     |     | Ret | 8   | 7   |     | Ret | Ret | Ret |     | 0       |
| 21 | Jackie Lewis            | 8   | DNQ |     | Ret | 10  | Ret |     |     |     | 0       |
| 22 | John Love               |     |     |     |     |     |     |     |     | 8   | 0       |
| 23 | Nino Vaccarella         |     | DNQ |     |     |     | 15  | 9   |     |     | 0       |
| 24 | Lucien Bianchi          |     |     | 9   |     |     | 16  |     |     |     | 0       |
| 25 | Roger Penske            |     |     |     |     |     |     |     | 9   |     | 0       |
| 26 | Bruce Johnstone         |     |     |     |     |     |     |     |     | 9   | 0       |
| 27 | Jo Siffert              |     | DNQ | 10  | Ret |     | 12  | DNQ |     |     | 0       |
| 28 | Rob Schroeder           |     |     |     |     |     |     |     | 10  |     | 0       |
| 29 | Ernie Pieterse          |     |     |     |     |     |     |     |     | 10  | 0       |
| 30 | Ian Burgess             |     |     |     |     | 12  | 11  | DNQ |     |     | 0       |
| 31 | Tony Settember          |     |     |     |     | 11  |     | Ret |     |     | 0       |
| 32 | John Campbell-Jones     |     |     | 11  |     |     |     |     |     |     | 0       |
| 33 | Hap Sharp               |     |     |     |     |     |     |     | 11  |     | 0       |
| 34 | Heini Walter            |     |     |     |     |     | 14  |     |     |     | 0       |
| 35 | Jay Chamberlain         |     |     |     |     | 15  | DNQ | DNQ |     |     | 0       |
| —  | Wolfgang Seidel         | NC  |     |     |     | Ret | DNQ |     |     |     | 0       |
| —  | Roy Salvadori           | WD  | Ret |     | Ret | Ret | Ret | Ret |     | Ret | 0       |
| —  | Tony Shelly             |     |     |     |     | Ret | DNQ | DNQ |     |     | 0       |
| —  | Keith Greene            |     |     |     |     |     | Ret | DNQ |     |     | 0       |
| —  | Ben Pon                 | Ret |     |     |     |     |     |     |     |     | 0       |
| —  | Heinz Schiller          |     |     |     |     |     | Ret |     |     |     | 0       |
| —  | Bernard Collomb         |     |     |     |     |     | Ret |     |     |     | 0       |
| —  | Timmy Mayer             |     |     |     |     |     |     |     | Ret |     | 0       |
| —  | Doug Serrurier          |     |     |     |     |     |     |     |     | Ret | 0       |
| —  | Mike Harris             |     |     |     |     |     |     |     |     | Ret | 0       |
| —  | Günther Seiffert        |     |     |     |     |     | DNQ |     |     |     | 0       |
| —  | Gerry Ashmore           |     |     |     |     |     |     | DNQ |     |     | 0       |
| —  | Ernesto Prinoth         |     |     |     |     |     |     | DNQ |     |     | 0       |
| —  | Roberto Lippi           |     |     |     |     |     |     | DNQ |     |     | 0       |
| —  | Nasif Estéfano          |     |     |     |     |     |     | DNQ |     |     | 0       |
| *  | Jezdec                  | NED | MON | BEL | FRA | GBR | GER | ITA | USA | RSA | b.      |

### Pohár konstruktérů
| *  | Konstruktér       | Body    |
| -- | ----------------- | ------- |
| 1  | BRM               | 42 (56) |
| 2  | Lotus-Climax      | 36 (38) |
| 3  | Cooper-Climax     | 29 (37) |
| 4  | Lola-Climax       | 19      |
| 5  | Porsche           | 18 (19) |
| 6  | Ferrari           | 18      |
| 7  | Brabham-Climax    | 6       |
| 8  | Lotus-BRM         | 1       |
| 9  | De Tomaso-Osca    | 0       |
| 10 | De Tomaso         | 0       |
| 11 | LDS-Alfa Romeo    | 0       |
| 12 | Gilby-BRM         | 0       |
| 13 | ENB-Maserati      | 0       |
| 14 | Emeryson-Climax   | 0       |
| 15 | Cooper-Alfa Romeo | 0       |

## Mistrovství Jihoafrické republiky

### Závody
| Datum        | Grand Prix           | Okruh            | Vítěz             | Vůz          | Výsledky |
| ------------ | -------------------- | ---------------- | ----------------- | ------------ | -------- |
| 20. leden    | Pat Fairfield Trophy | Roy Hesketh      | Trevor Blokdyk    | Cooper       | Výsledky |
| 17. březen   | Rand Autumn Trophy   | Kyalami          | John Love         | LDS          | Výsledky |
| 23. duben    | Coronation 100       | Roy Hesketh      | Ernest Pieterse   | Lotus        | Výsledky |
| 22. červen   | Royal Show Races     | ?                | Syd van der Vyver | Lotus        | Výsledky |
| 30. červen   | Republic Festival    | Kyalami          | Ernest Pieterse   | Lotus        | Výsledky |
| 9. červenec  | Border 100           | East London      | Ernest Pieterse   | Lotus        | Výsledky |
| 15. červenec | Westmead 120         | Westmead         | Doug Serrurier    | LDS          | Výsledky |
| 22. červenec | Governor General Cup | Lourenço Marques | Pieter de Klerk   | Alfa Special | Výsledky |
| 4. srpen     | Rand Winter Trophy   | Kyalami          | Ernest Pieterse   | Lotus        | Výsledky |
| 10. říjen    | Rand Spring Trophy   | Kyalami          | Gary Hocking      | Lotus        | Výsledky |
| 24. listopad | Total Cup            | Zwartkops        | Gary Hocking      | Lotus        | Výsledky |
| 2. prosinec  | Grand Prix Rhodesie  | Kumalo           | Gary Hocking      | Lotus        | Výsledky |

## Závody nezapočítávané do MS
| Datum        | Grand Prix                   | Okruh             | Vítěz               | Vůz         | Výsledky |
| ------------ | ---------------------------- | ----------------- | ------------------- | ----------- | -------- |
| 2. leden     | Cape Grand Prix              | Killarney         | Trevor Taylor       | Lotus 21    | Výsledky |
| 6. leden     | Nový Zéland                  | Ardmore           | Stirling Moss       | Lotus 21    | Výsledky |
| 1. duben     | Grand Prix de Bruxelles      | Heysel            | Willy Mairesse      | Ferrari 156 | Výsledky |
| 14. duben    | Lombank Trophy               | Snetterton        | Jim Clark           | Lotus 24    | Výsledky |
| 23. duben    | Lavant Cup                   | Goodwood          | Bruce McLaren       | Cooper T55  | Výsledky |
| 23. duben    | Glover Trophy                | Goodwood          | Graham Hill         | BRM P57     | Výsledky |
| 23. duben    | Grand Prix de Pau            | Pau               | Maurice Trintignant | Lotus 18/21 | Výsledky |
| 29. duben    | B.A.R.C. 200                 | Aintree           | Jim Clark           | Lotus 24    | Výsledky |
| 12. květen   | BRDC                         | Silverstone       | Graham Hill         | BRM P57     | Výsledky |
| 20. květen   | Gran Premio di Napoli        | Posillipo         | Willy Mairesse      | Ferrari 156 | Výsledky |
| 11. červen   | International 2000 Guineas   | Mallory Park      | John Surtees        | Lola T4     | Výsledky |
| 11. červen   | Crystal Palace Trophy        | Crystal Palace    | Innes Ireland       | Lotus 24    | Výsledky |
| 1. červenec  | Grand Prix de Reims          | Reims             | Bruce McLaren       | Cooper T60  | Výsledky |
| 15. červenec | Großer Preis der Solitude    | Stuttgart         | Dan Gurney          | Porsche 804 | Výsledky |
| 12. srpen    | Kannonloppet                 | Karlskoga         | Masten Gregory      | Lotus 24    | Výsledky |
| 19. srpen    | Gran Premio del Mediterraneo | Enna Pergusa      | Lorenzo Bandini     | Ferrari 156 | Výsledky |
| 25. srpen    | Grote Prijs van Danske       | Roskildering      | Jack Brabham        | Lotus 24    | Výsledky |
| 1. září      | International Gold Cup       | Oulton Park       | Jim Clark           | Lotus 25    | Výsledky |
| 4. listopad  | Mexiko                       | Magdalena Mixhuca | Jim Clark           | Lotus 25    | Výsledky |
| 18. listopad | Austrálie                    | Caversham         | Bruce McLaren       | Cooper T62  | Výsledky |
| 15. prosinec | Rand Grand Prix              | Kyalami           | Jim Clark           | Lotus 25    | Výsledky |
| 22. prosinec | Natal Grand Prix             | Westmead          | Trevor Taylor       | Lotus 25    | Výsledky |